# Amitóza

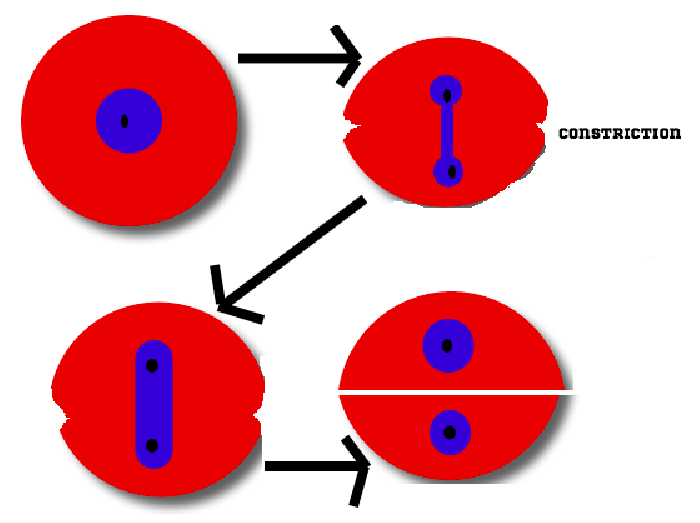
schéma amitosy

Amitóza je přímé dělení buňky (nebo jen buněčného jádra u vícejaderných buněk) bez vytváření chromozomů a dělicího vřeténka. Je to méně častý způsob dělení, při kterém dělící se jádro obklopuje stále karyotéka. Vyskytuje se zvláště u degenerujících, nebo nádorových buněk. Amitóza byla popsána také u některých zdravých vícejaderných buněk, např. při dělení makronukleu nálevníků (zatímco mikronukleus se dělí mitózou).
Jádro se může dělit třemi způsoby
- Přetáhnutím a zaškrcením na dvě přibližně stejné části;
- Z jádra se odštěpí menší část, která v nové buňce doroste;
- Jádro se spolu s cytoplazmou rozpadne na víc částí, takže současně vzniká více buněk.

Na rozdíl od dalších způsobů dělení buněk – mitózy a meiózy, kde rovnoměrné rozdělení genetického materiálu zabezpečuje mitotický aparát, při amitóze nemusí být zabezpečeno rovnoměrné rozdělení genetického materiálu.